# 가메다역
가메다역(일본어: 亀田駅)은 일본 니가타현 니가타시에 있는, 동일본 여객철도의 철도역이다. 신에쓰 본선이 지나간다.

## 역 구조
섬식 1면 2선 구조의 지상역으로, 역사는 선상 구조이다. 초록 창구(영업시간 오전 6시 30분 ~ 오후 8시)가 설치된 유인역이다.
역사에는 초록 창구 외에 자동발권기, 편의점 등이 있다. 스이카 및 제휴 교통카드의 사용이 가능하다.

### 승강장
| 1 | ■ 신에쓰 본선   | 니가타 방면                           |
| 2 | ■ 신에쓰 본선   | 니쓰 · 히가시산조 · 나가오카 방면     |
| 2 | ■ 반에쓰사이 선 | 고센 · 기타가타 · 아이즈와카마쓰 방면 |

## 역세권 정보
- 니가타 시 가메다 역전 지역교류센터
  - 니가타 현 경찰 고난 경찰서 가메다 역 파출소
- 가메다 우체국
- 니가타 시 중앙도매시장

## 역사
- 1897년 11월 20일 - 호쿠에쓰 철도 눗타리 역 ~ 이치노키도 역 (지금의 히가시산조역) 구간의 개통과 동시에 개업하였다.
- 1907년 8월 1일 - 국유화에 따라 일본국유철도의 소속이 되었다.
- 1987년 4월 1일 - 민영화에 따라 동일본 여객철도의 소속이 되었다.
- 2006년 1월 21일 - 스이카의 사용이 개시되었다.

## 인접역
| 동일본 여객철도 신에쓰 본선 | 동일본 여객철도 신에쓰 본선 | 동일본 여객철도 신에쓰 본선 |
| --------------------------- | --------------------------- | --------------------------- |
| 오기카와 나오에쓰 방면      | ■ 보통 ■ 반에쓰사이 선 보통 | 에치고이시야마 니가타 방면  |